# Leuctra holzschuhi
Leuctra holzschuhi är en bäcksländeart som beskrevs av Günther Theischinger 1976. Leuctra holzschuhi ingår i släktet Leuctra och familjen smalbäcksländor. Inga underarter finns listade i Catalogue of Life.